# Sympetrum madidum
Sympetrum madidum är en trollsländeart som först beskrevs av Hagen 1861.  Sympetrum madidum ingår i släktet ängstrollsländor, och familjen segeltrollsländor. IUCN kategoriserar arten globalt som livskraftig. Inga underarter finns listade i Catalogue of Life.

## Bildgalleri

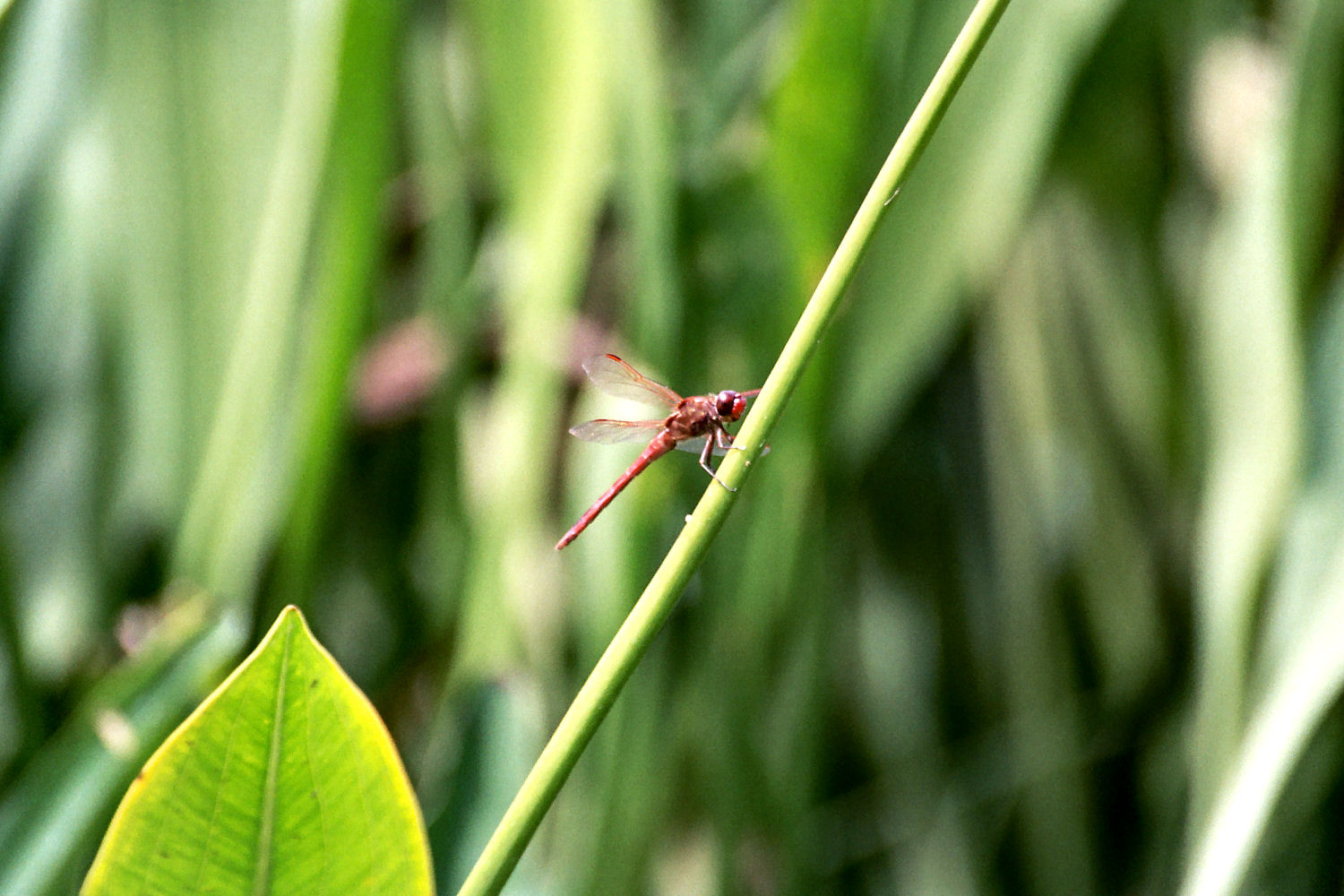